# Shargacucullia lychnitis
Shargacucullia lychnitis là một loài bướm đêm thuộc họ Noctuidae. Nó được tìm thấy ở khắp most parts của châu Âu Cận Đông và Trung Đông (Liban, Israel, Afghanistan, Iran, Turkmenistan và Iraq).
Sải cánh dài 42–47 mm. Con trưởng thành bay từ tháng 2 đến tháng 4 in phần phía đông của its range. In Britain it is on wing từ tháng 6 đến tháng 7. Có một lứa một năm.
Ấu trùng ăn các loài Verbascum (bao gồm Verbascum lychnitis, Verbascum nigrum và Verbascum austriacum) và Celsia.

## Hình ảnh

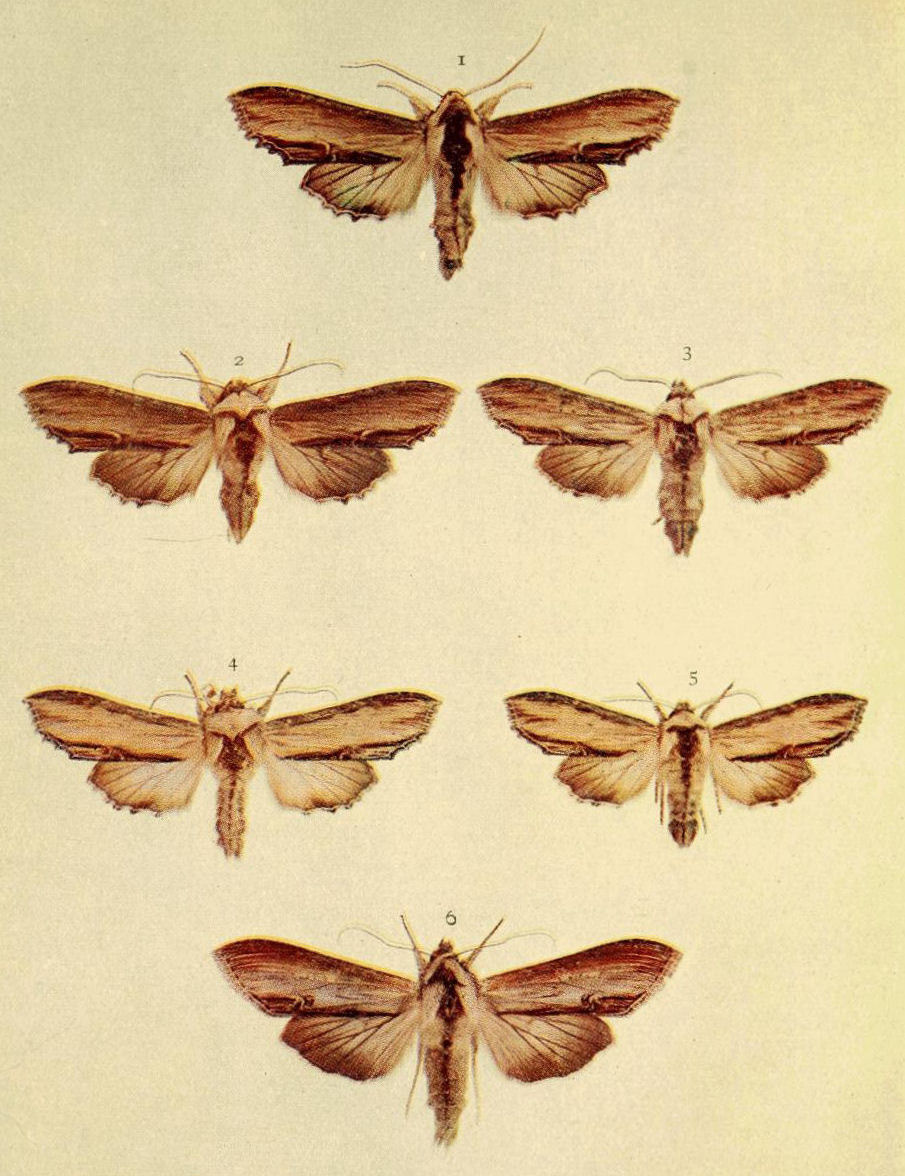
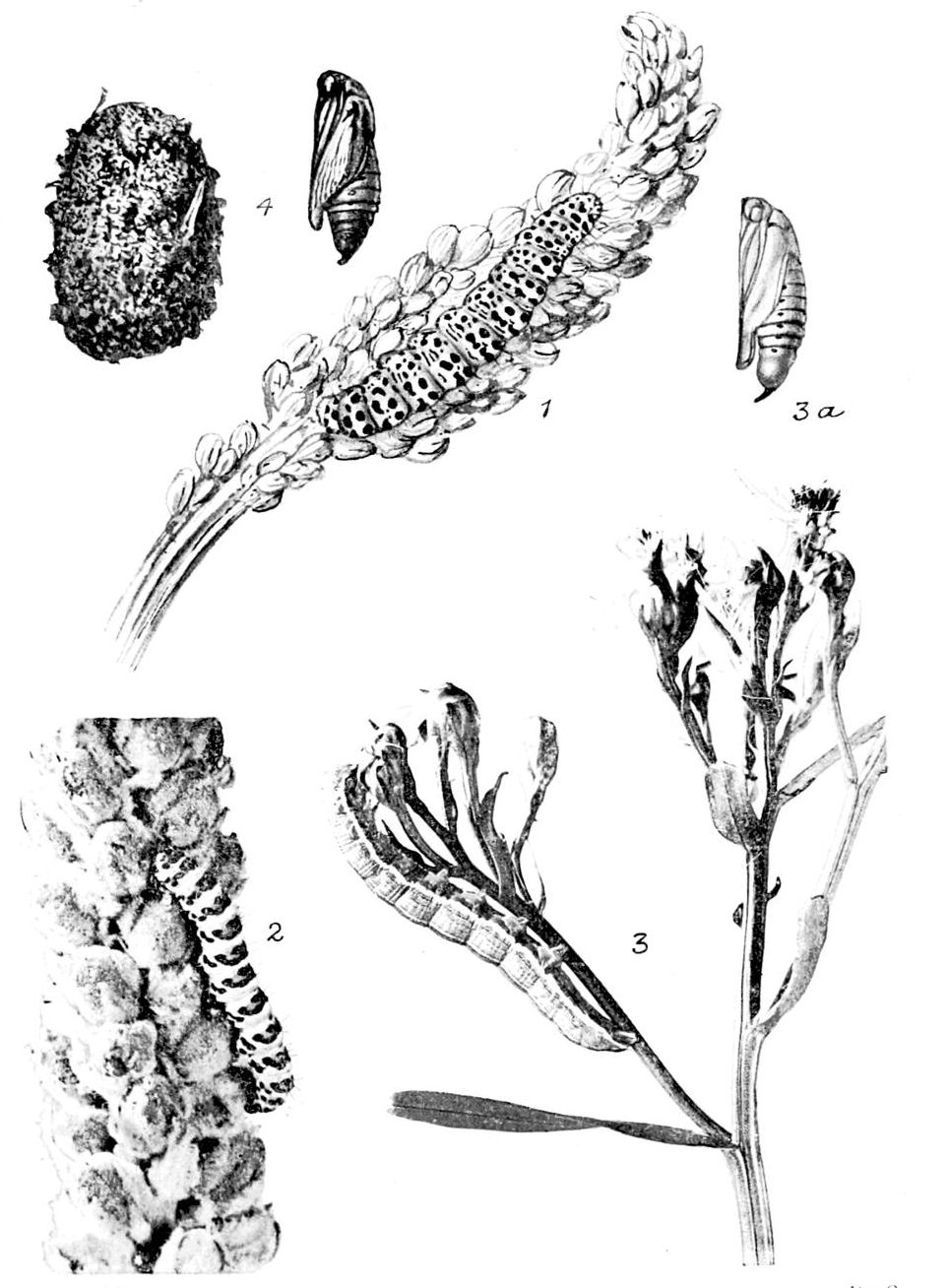
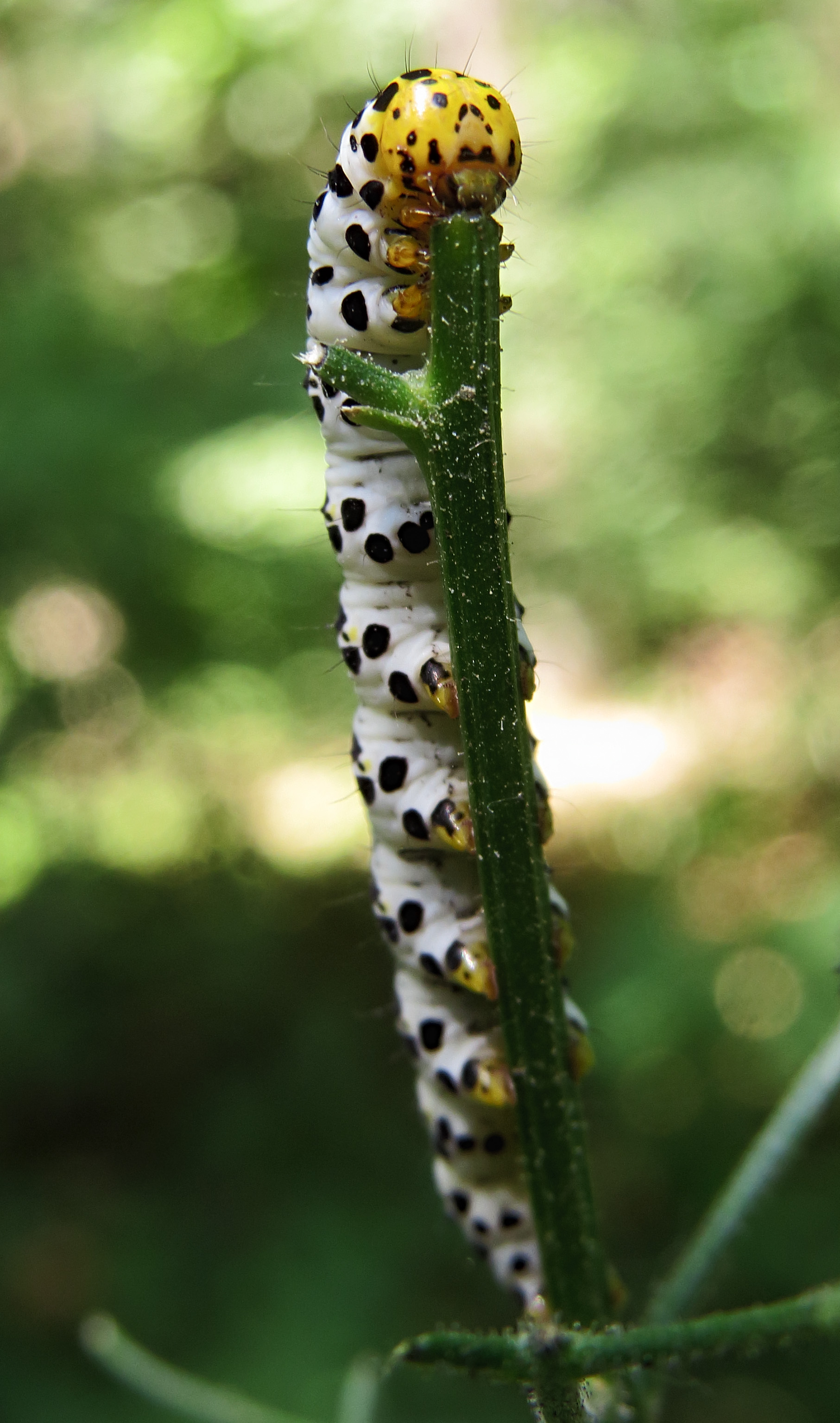
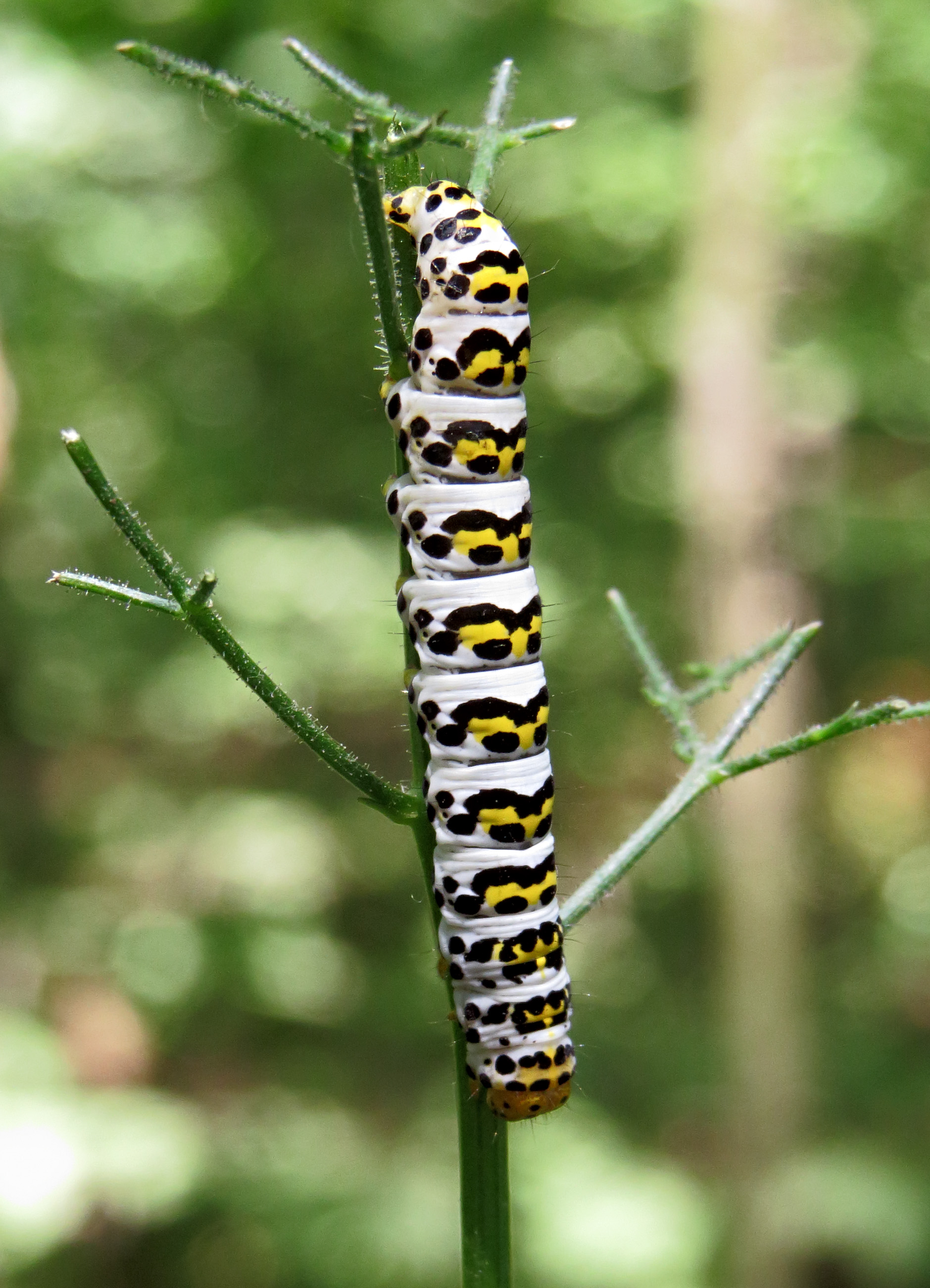

## Phụ loài
- Shargacucullia lychnitis lychnitis
- Shargacucullia lychnitis albicans (khu vực miền đông of the range)